# Tachydromia bimaculata
Tachydromia bimaculata is een vliegensoort uit de familie van de Hybotidae. De wetenschappelijke naam van de soort is voor het eerst geldig gepubliceerd in 1863 door Loew.